# HP-41

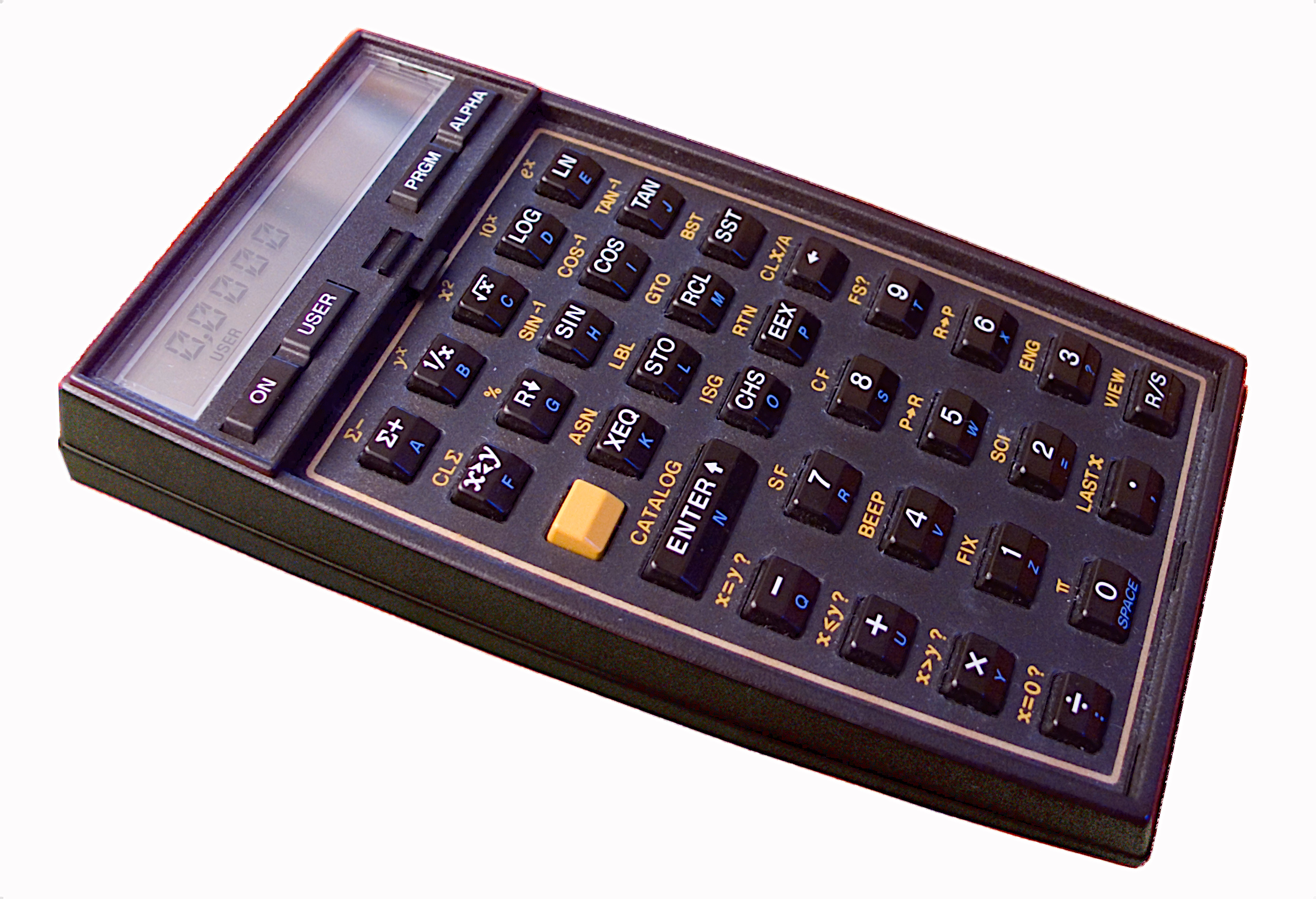
HP-41CX

La HP-41 est une calculatrice programmable commercialisée par Hewlett-Packard en 1979. Pour l'époque, ses fonctionnalités et ses nombreux accessoires la rendent proche d'un ordinateur de poche.

## Caractéristiques et fonctionnalités
Ses principales caractéristiques sont :
- un affichage LCD alphanumérique,
- de nombreux accessoires (lecteur / enregistreur de cartes magnétiques, lecteur optique, imprimante, cassette de stockage, partage en réseau, etc.)
- de quatre slots d’extensions permettant d'insérer les accessoires (tels qu'un module infrarouge pour se connecter à l'imprimante qui est sortie par la suite ou un module HP-IL (interface boucle de courant permettant de se connecter à tous les périphériques HP-IL de la gamme) ou des cartes-mémoires comprenant de nombreuses formules mathématiques et des programmes.

HP offrait en outre la possibilité de développer et commercialiser ses propres modules d'extension. 
Son mode de logique de calcul était la notation polonaise inversée qui lui permettait d'empiler les résultats intermédiaires et de faciliter le passage d'arguments aux sous-programmes.
Elle comportait toutefois dans sa version de base une faible quantité de mémoire, qui pouvait être étendue par modules, mais  HP offrait également des versions HP-41CV et HP-41CX, plus puissantes.

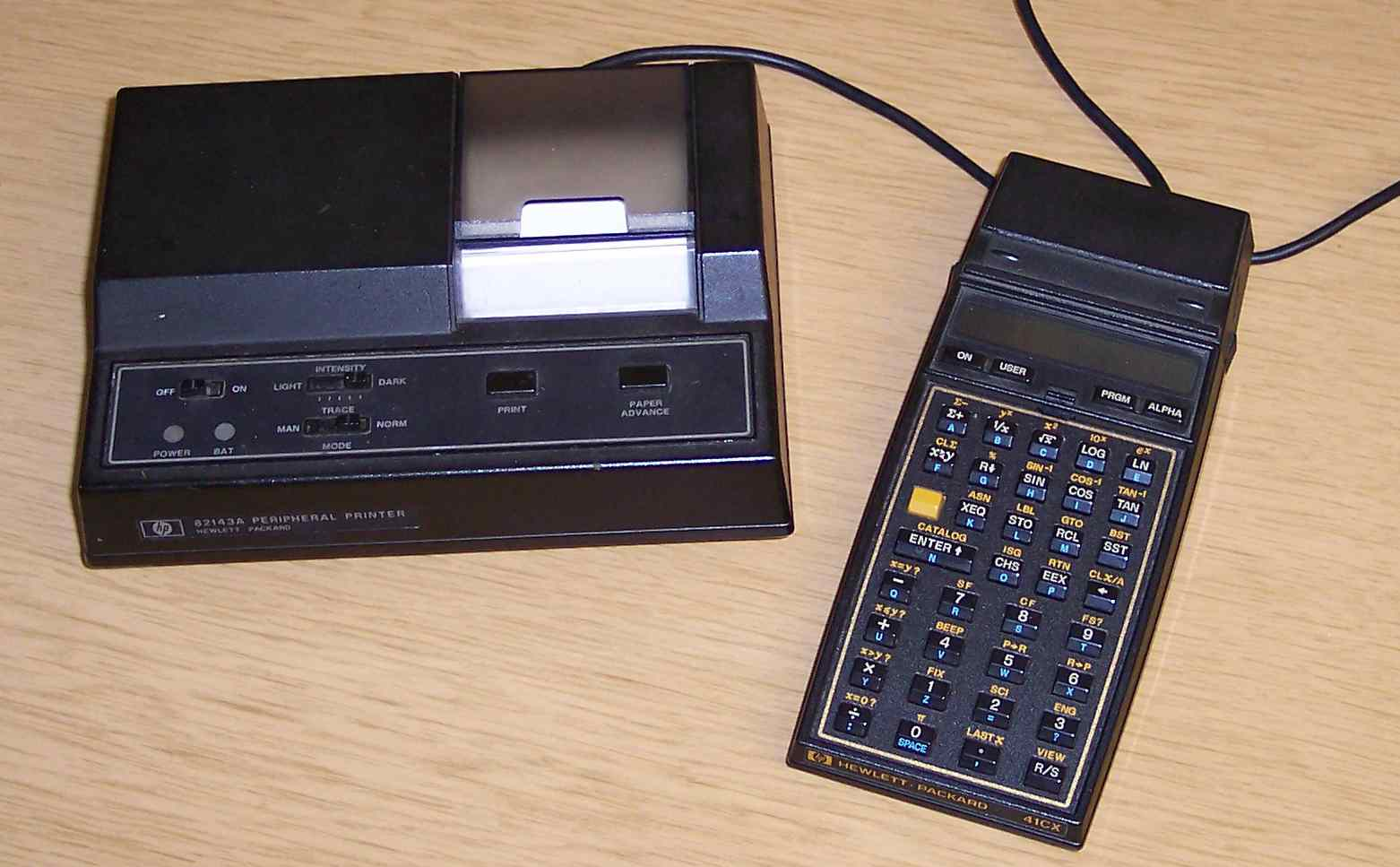
HP-41CX et son imprimante thermique

## Utilisation
Elle était à l'époque très utilisée par les ingénieurs et les financiers. Ses capacités ont amené la NASA à la sélectionner pour être  emportée dans neuf missions de la navette spatiale américaine pour servir en cas de problème sur l'ordinateur principal (la calculatrice HP-65 avait déjà été utilisée aux mêmes fins dans le cadre d'Apollo-Soyouz).
L'évolution rapide de la micro-informatique et des calculatrices programmables en BASIC condamna ce modèle qui reste cependant un des grands jalons du progrès en matière de programmation.
Elle donna en outre lieu à la création de nombreux clubs de passionnés, surtout dès le moment où l'on réussit à craquer son code interne et à accéder ainsi aux registres de la machine et à découvrir des fonctions non documentées. Ce mode de programmation spécial était appelé « programmation synthétique ».
En France, Jean-Jacques Dhénin et Philippe Descamps publièrent en 1982 aux Éditions du PSI un ouvrage intitulé Programmer HP-41 qui fournissait, entre autres, les moyens de traiter les tableaux et matrices. Par la suite, Stéphane Barizien et Jean-Jacques Dhénin réalisèrent un module (appelé Paname) de 128 fonctions.